# Verein für Leibesübungen Wolfsburg
Il Verein für Leibesübungen Wolfsburg, noto semplicemente come VfL Wolfsburg o Wolfsburg, è una società calcistica tedesca con sede nella città di Wolfsburg, in Bassa Sassonia, militante in Bundesliga dal 1997.
I colori sociali del club sono il verde ed il bianco, mentre il soprannome della squadra è Die Wölfe (in italiano I Lupi). Dal 2002 gioca le partite casalinghe nella Volkswagen-Arena di Wolfsburg, che conta 30 000 posti a sedere. È sponsorizzato dall'azienda automobilistica Volkswagen, che ha sede proprio nella città di Wolfsburg.
Ha vinto un campionato tedesco (2008-2009), una Coppa di Germania (2014-2015) ed una Supercoppa di Germania (2015). In campo internazionale ha invece partecipato a tre edizioni della UEFA Champions League (2009-2010, 2015-2016 e 2021-22) raggiungendo, come migliore risultato, i quarti di finale nella stagione 2015-2016; è giunto ai quarti di finale anche in Europa League, nelle stagioni 2009-2010 e 2014-2015.

## Storia

### Primi anni
Il club fu fondato il 12 settembre 1945 da Bernd Elberskirch, allora allenatore di una squadra giovanile con 10 uniformi verdi a disposizione. Le lenzuola donate dalla popolazione furono tessute assieme dalle donne del luogo per creare dei pantaloni che si abbinassero con le magliette. All'inizio del 1946 il club quasi cessò di esistere, dato che tutti i giocatori tranne uno si trasferirono a quello che allora era il 1. FC Wolfsburg. Josef Meyer, l'unico rimasto, si unì a Willi Hilbert per formare una squadra, mettendo sotto contratto vari giocatori, alcuni dei quali con esperienza calcistica scarsa o nulla. Un anno dopo la squadra vinse il suo primo titolo (Area champions Gifhorn).
Il VfL Wolfsburg esordì nel 1946 con la sola squadra maschile. Negli anni successivi la società crebbe, unendo più squadre maschili e giovanili ed entrando a far parte della Oberliga Nord (una delle cinque leghe di prima divisione dell'epoca) nel 1954, al terzo tentativo di promozione (fallita nel 1952 e nel 1953).
Tra il 1954 ed il 1992 il club ha oscillato molte volte tra le serie minori. Nel 1992 il Wolfsburg ottenne per la prima volta la promozione in seconda serie. Nel 1995 arrivò a disputare la finale della Coppa di Germania, ma fu sconfitto per 3-0 dal Borussia Mönchengladbach. Nel 1997 conquistò l'accesso in Bundesliga grazie al secondo posto ottenuto in seconda divisione.

### Anni duemila
Negli anni seguenti il Wolfsburg è stato in grado di consolidare la propria posizione in massima serie, piazzandosi perlopiù a metà della classifica. Si è qualificato per la Coppa Intertoto nel 2000, nel 2001 e nel 2003 (quando fu eliminato in finale dal Perugia) e nel 2004.
Il Wolfsburg ha lottato per la vetta della classifica nella parte iniziale della stagione 2004-2005, ma ben presto è calato di rendimento fino a classificarsi a una distanza considerevole dal primo posto, occupato poi sino alla fine dal Bayern Monaco. Il 29 maggio 2005 un grave lutto ha colpito la società: la morte di Krzysztof Nowak, calciatore ventinovenne affetto da sclerosi laterale amiotrofica. Dal momento in cui a Nowak fu diagnosticata la malattia, il Wolfsburg è impegnato in una campagna contro il morbo.
Nella stagione 2005-2006 la squadra è giunta quindicesima in campionato, evitando la retrocessione per un solo punto di vantaggio sul Kaiserslautern, con cui ha pareggiato in casa per 2-2 all'ultima giornata. Nell'annata seguente ha ottenuto nuovamente la salvezza all'ultimo turno. Sotto la guida del tecnico Felix Magath, nel 2007-2008 la squadra ha raggiunto il quinto posto, qualificandosi per la seconda volta nella sua storia in Coppa UEFA.

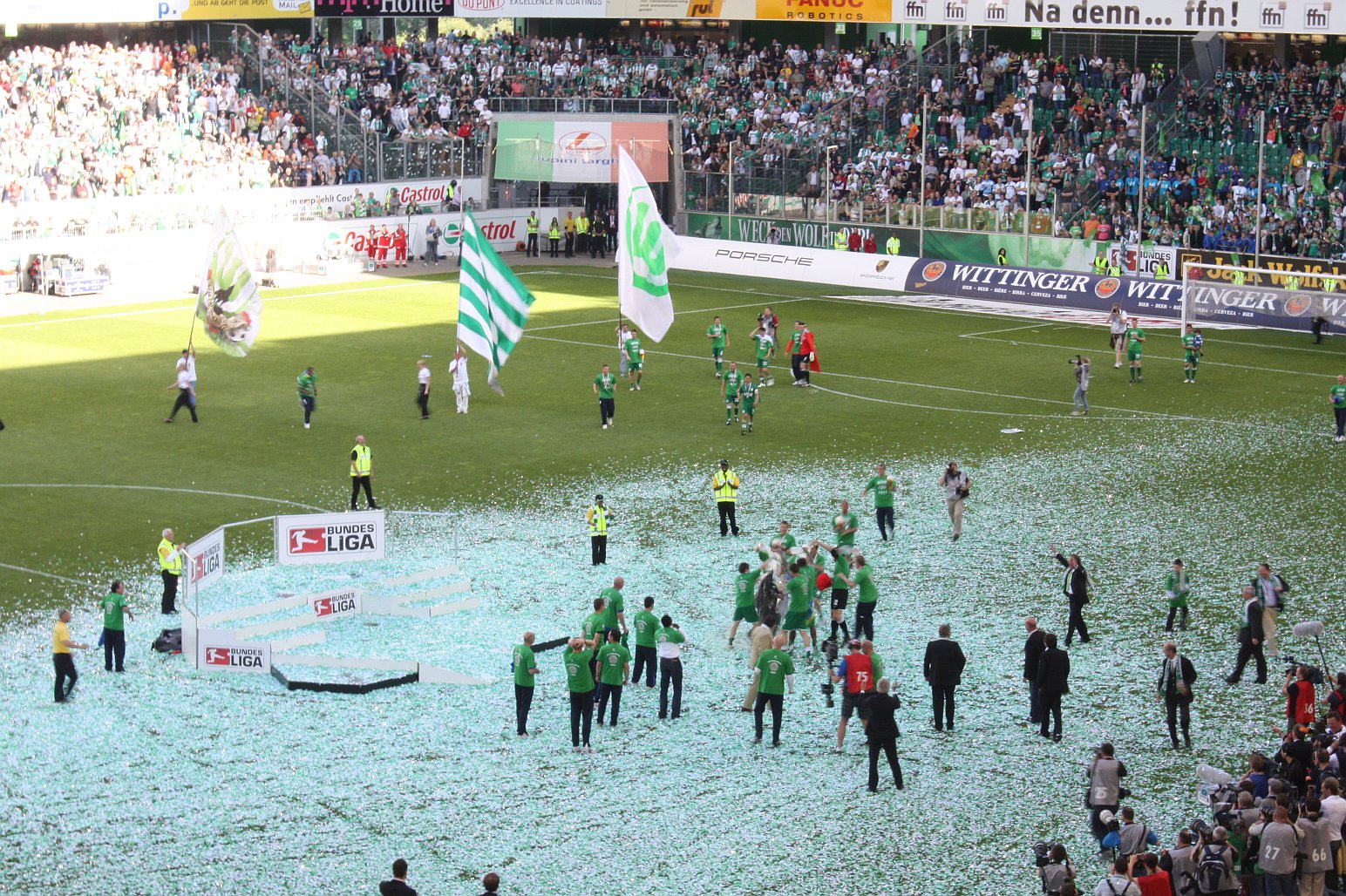
Festeggiamenti per la conquista del titolo nazionale nel 2009

Nella stagione 2008-2009 il Wolfsburg ha vinto il titolo tedesco per la prima e finora unica volta nella sua storia, distanziando di due punti il Bayern Monaco campione uscente. Il successo dei verdi di Wolfsburg si deve ad un impianto di gioco sapientemente costruito da Magath e alla coppia d'attacco più prolifica del campionato, quella formata dal brasiliano Grafite, autore di ben 28 gol in 25 partite giocate, e dal bosniaco Edin Džeko, 26 reti in 33 partite. Altri volti del Wolfsburg campione di Germania diventati noti anche a livello internazionale sono i croati Ivan Perišić e Mario Mandžukić. Il duo Grafite-Dzeko è diventato il tandem più prolifico nella storia della Bundesliga, superando il precedente primato di Gerd Müller-Uli Hoeness che, nel più forte Bayern Monaco di sempre, toccò due volte quota 53 reti, nel 1972 e nel 1973.
Il rendimento casalingo da record (16 vittorie e un pareggio in 17 partite) è stato accompagnato da una serie di dieci vittorie consecutive, stabilita tra la diciannovesima e la ventottesima giornata e che ha portato la squadra di Magath dalla metà alla testa della classifica. Il Wolfsburg è salito in vetta battendo 5-1 il Bayern Monaco alla ventiseiesima giornata e da allora non l'ha più abbandonata.
Al termine della stagione Magath ha lasciato l'incarico per trasferirsi, come annunciato alcune settimane prima, allo Schalke 04. Al suo posto è stato assunto Armin Veh, che nel 2009-2010 ha ottenuto scarsi risultati ed è stato esonerato durante la pausa invernale, venendo rimpiazzato da Lorenz-Günther Köstner, con cui la squadra si è piazzata ottava in campionato con 50 punti. In Champions League il club è stato eliminato dopo la prima fase, giungendo terzo nel proprio girone, alle spalle di Manchester United e CSKA Mosca. Retrocesso in Europa League, ha proseguito il suo cammino fino ai quarti di finale, prima di cadere per mano del Fulham, successivamente battuto in finale dall'Atlético Madrid.

### Anni duemiladieci

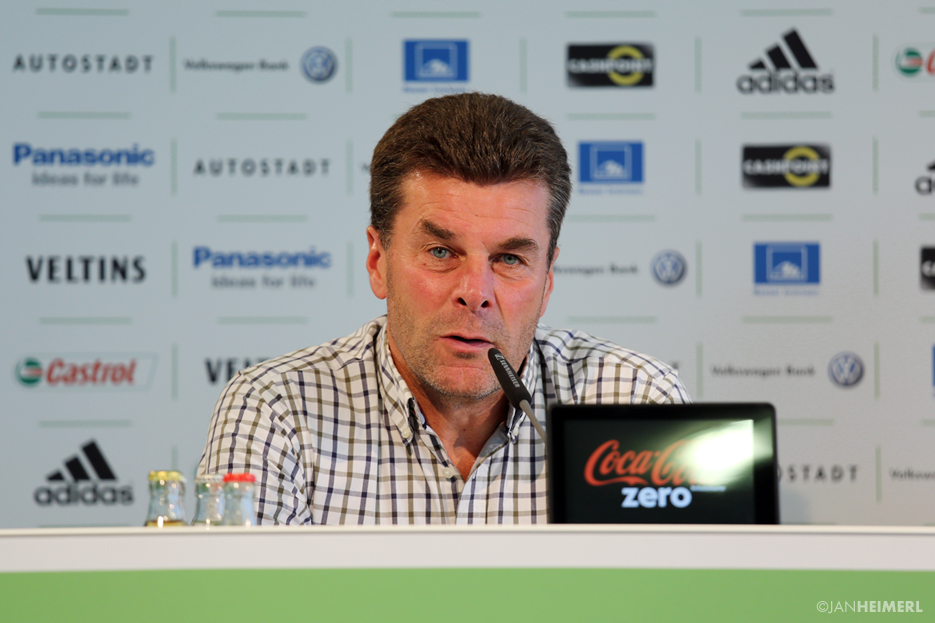
Dieter Hecking, al Wolfsburg dal 2012 al 2016.

L'11 maggio 2010 a Köstner è subentrato l'inglese Steve McClaren. Durante l'estate 2010 la squadra si è rinforzata mettendo a segno due colpi di mercato provenienti dalla Serie A: Simon Kjær prelevato dal Palermo e Diego prelevato dalla Juventus dopo un solo anno di permanenza in Italia. La stagione 2010-2011 è difficilissima: il Wolfsburg spesso si trova in zona retrocessione, al punto che nel febbraio 2011 McClaren viene sostituito in panchina da Pierre Littbarski. Grazie al ritorno di Felix Magath, che sostituisce a sua volta Littbarski nel mese di marzo, i lupi riescono ad ottenere la salvezza all'ultima giornata, vincendo in casa dell'Hoffenheim per 3-1, con doppietta di Mario Mandžukić, letteralmente esploso nel finale di campionato.
Per il 2011-2012 l'allenatore resta Felix Magath. La squadra delude molto nel girone di andata, ma da fine febbraio inizia una grande rincorsa che la porta a terminare a quattro punti dalla qualificazione all'Europa League.
La stagione 2012-2013 non è stata fallimentare ma comunque abbastanza deludente: la squadra si piazza infatti all'11º posto, allontanandosi sempre di più dalla zona retrocessione; inoltre è arrivata a disputare le semifinali di Coppa di Germania, in cui è stata travolta 6-1 dal Bayern Monaco, poi vincitore del torneo.
La stagione 2013-2014 vede un netto miglioramento, con la squadra che si piazza al quinto posto, sfiorando la qualificazione in Champions League.
Nella stagione 2014-2015 il Wolfsburg è colpito da un grave lutto: il giovane centrocampista belga Junior Malanda muore tragicamente in un incidente stradale. In stagione i lupi raggiungono i quarti di finale di Europa League, dove vengono eliminati dal Napoli, chiudono il campionato al secondo posto e vincono la Coppa di Germania battendo in finale il Borussia Dortmund per 3-1. La stagione seguente si apre con la vittoria della DFL-Supercup ai danni del Bayern Monaco. Da rilevare anche la vittoria in Fußball-Bundesliga 2014-2015, il 30 gennaio 2015, per 4-1 sul Fußball-Club Bayern München con rispettive doppiette di Bas Dost e la neo-stella Kevin De Bruyne.
Nella stagione 2015-2016, nonostante un mediocre campionato (8º posto), la squadra sfiora l'impresa in Champions League: nei quarti di andata batte 2-0 il Real Madrid in casa, ma poi crolla 3-0 al Santiago Bernabéu.
Più complicate si rivelano le due stagioni seguenti. All'ultima giornata della Bundesliga 2016-2017 il Wolfsburg perde in trasferta contro l'Amburgo, che così scavalca in classifica i verdi e ottiene la salvezza, mandando il Wolfsburg a giocarsi la permanenza in massima serie contro la terza classificata in seconda divisione, l'Eintracht Braunschweig. Grazie a due vittorie (1-0 all'andata a Wolfsburg e 1-0 al ritorno a Braunschweig) il Wolfsburg ottiene la salvezza. Nel 2017-2018 il Wolfsburg si piazza nuovamente sedicesimo e così è costretto a spareggiare contro l'Holstein Kiel per mantenere la categoria, risultato che consegue grazie a due vittorie (3-1 in casa e 1-0 in trasferta).
La stagione 2018-2019 vede un netto miglioramento, con la squadra che si piazza al sesto posto, assicurandosi un posto in Europa League. 

### Anni duemilaventi
Nella stagione 2020-2021 vi è un'ulteriore salto di qualità, dato che i biancoverdi ottengono per la terza volta, grazie al quarto posto finale, la qualificazione alla fase a gironi della UEFA Champions League. Nella competizione, nonostante una partenza composta da 2 pareggi e 1 vittoria, arriva ultima nel girone con 5 punti, perde due partite consecutive e viene sorpassata in classifica. In Bundesliga il Wolfsburg fatica molto di più rispetto alle due stagioni precedenti, ottenendo un dodicesimo posto ma frutto principalmente di un buon finale di stagione. L'anno successivo mancano per il secondo anno di fila la qualificazione alle competizioni europee all'ultima giornata, perdendo 2-1 contro l'Hertha Berlino già retrocesso e con la contemporanea vittoria dell'Eintracht Francoforte sul Friburgo chiudendo all'ottavo posto.

## Colori e simboli

### Simboli
Uno dei più antichi simboli del Wolfsburg è lo stemma utilizzato dal 1969 al 2001. Questo è del tutto simile a quello attuale, in quanto predominano sempre i due colori bianco e verde, la W di Wolfsburg è racchiusa in un tondo dove c'è scritto Wfl Wolfsburg. Nello stemma in uso dal 2001 vengono invece effettuati pochi cambiamenti: è la stessa versione ma più moderna, inoltre viene eliminata la dicitura.

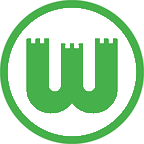
Logo utilizzato dal 1969 al 2001
Logo in uso dal 2001 ad oggi

## Strutture

### Stadio

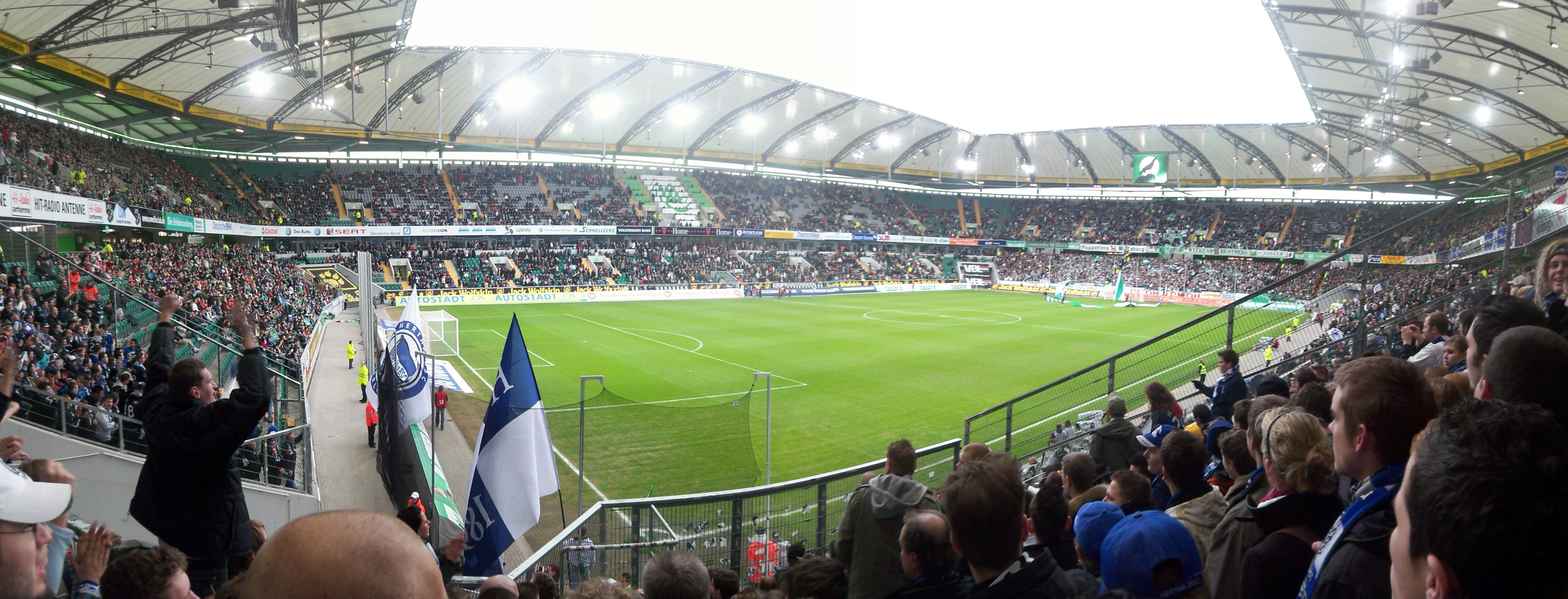
Interno della Volkswagen-Arena.

Dal 2002 il Wolfsburg disputa le proprie gare interne nella Volkswagen-Arena di Wolfsburg, uno stadio multi-uso che ha una capacità totale di 30.000 spettatori. Qui il club ha vinto il suo unico titolo nel 2008-2009, e si sono anche esibiti Elton John, Anastacia e Bonnie Tyler.
In precedenza il club utilizzava invece il VfL-Stadion am Elsterweg. Inaugurato nel 1947, è stato l'impianto casalingo fino alla costruzione dell'attuale; attualmente ospita le gare della squadra riserve e di quella femminile.

## Allenatori e presidenti
Tutti gli allenatori a partire dal 1963, anno di nascita della Bundesliga:
- 1963-1966  Ludwig Lachner
- 1966-1974  Imre Farkaszinski
- 1974-1975  Imre Farkaszinski (01 lug.-16 gen.)
 Fritz Schollmeyer (17 gen.-23 apr.)
 Paul Kietzmann (29 apr.-30 giu.)
- 1975-1976  Paul Kietzmann (01 lug.-02 dic.)
 Radoslav Momirski (17 gen.-30 giu.)
- 1976-1977  Radoslav Momirski
- 1977-1978  Radoslav Momirski (01 lug.-28 feb.)
 Imre Farkaszinski (05 mar.-30 giu.)
- 1974-1975  Imre Farkaszinski
- 1978-1979  Imre Farkaszinski (01 lug.-02 dic.)
 Hendrikus van Meteren (04 dic.-29 apr.)
 Wilfried Kemmer (30 apr.-30 giu.)
- 1979-1983  Wilfried Kemmer
- 1983-1984  Wilfried Kemmer (01 lug.-20 ott.)
 Imre Farkaszinski (22 ott.-30 giu.)
- 1984-1988  Wolf-Rüdiger Krause
- 1988-1990  Horst Hrubesch
- 1990-1991  Ernst Menzel
- 1991-1992  Uwe Erkenbrecher
- 1992-1993  Uwe Erkenbrecher (01 lug.-08 feb.)
 Dieter Winter (09 feb-15 feb.)
 Eckhard Krautzun (16 feb.-30 giu.)
- 1993-1994  Eckhard Krautzun
- 1994-1995  Eckhard Krautzun (01 lug.-04 apr.)
 Gerd Roggensack (06 apr.-30 giu.)
- 1995-1996  Gerd Roggensack (01 lug.-22 nov.)
 Willi Reimann (23 nov.-30 giu.)
- 1996-1997  Willi Reimann
- 1997-1998  Willi Reimann (01 lug.-17 mar.)
 Uwe Erkenbrecher (18 mar.-22 mar.)
 Wolfgang Wolf (23 mar.-30 giu.)
- 1998-2002  Wolfgang Wolf
- 2002-2003  Wolfgang Wolf (01 lug.-03 mar.)
 Jürgen Röber (04 mar.-30 giu.)
- 2003-2004  Jürgen Röber (01 lug.-03 apr.)
 Eric Gerets (04 apr.-30 giu.)
- 2004-2005  Eric Gerets (01 lug.-29 mag.)
 Holger Fach (06 giu.-30 giu.)
- 2005-2006  Holger Fach (01 lug.-19 dic.)
 Klaus Augenthaler (29 dic.-30 giu.)
- 2006-2007  Klaus Augenthaler (01 lug.-19 mag.)
 Felix Magath (13 giu.-30 giu.)
- 2007-2009  Felix Magath
- 2009-2010  Armin Veh (01 lug.-25 gen.)
 Lorenz-Günther Köstner (26 gen.-30 giu.)
- 2010-2011  Steve McClaren (01 lug.-07 feb.)
 Pierre Littbarski (08 feb.-17 mar.)
 Felix Magath (18 mar.-30 giu.)
- 2011-2012  Felix Magath
- 2012-2013  Felix Magath (01 lug.-25 ott.)
 Lorenz-Günther Köstner (26 ott.-20 dic.)
 Dieter Hecking (22 dic.-30 giu.)
- 2012-2016  Dieter Hecking
- 2016-2017  Dieter Hecking (01 lug.-17 ott.)
 Valérien Ismaël (18 ott.-25 feb.)
 Andries Jonker (27 feb.-30 giu.)
- 2017-2018  Andries Jonker (01 lug.-17 set.)
 Martin Schmidt (18 set.-19 feb.)
 Bruno Labbadia (20 feb.-30 giu.)
- 2018-2019  Bruno Labbadia
- 2019-2021  Oliver Glasner
- 2021-2022  Mark van Bommel (01 lug.-24 ott.)
 Michael Frontzeck (24 ott.-26 ott.) - ad interim
 Florian Kohfeldt (26 ott.-30 giu.)
- 2022-2024  Niko Kovač
- 2024-  Ralph Hasenhüttl

## Calciatori

### Vincitori di titoli
- Capocannoniere della Bundesliga: 2

 Grafite (2008-2009)
 Edin Džeko (2009-2010)
- Campioni d'Europa

  Vieirinha (Francia 2016)

## Palmarès

### Competizioni nazionali
- Campionato tedesco: 1

```

```

2008-2009
- Coppa di Germania: 1

2014-2015
- Supercoppa di Germania: 1

2015

### Competizioni regionali
- Niedersachsenliga II: 3

1952, 1954, 1963
- Oberliga Nord III: 2

1992, 2010

### Competizioni giovanili
- Under-19 Bundesliga: 2

2010-2011, 2012-2013

### Altri piazzamenti
- Campionato tedesco:

Secondo posto: 2014-2015
- Coppa di Germania:

Finalista: 1994-1995
Semifinalista: 1998-1999, 2006-2007, 2007-2008, 2012-2013, 2013-2014
- Supercoppa di Germania:

Finalista: 2009
- 2. Fußball-Bundesliga:

Secondo posto: 1996-1997
- Coppa Intertoto UEFA:

Finalista: 2003
Semifinalista: 2000, 2001, 2005

## Partecipazione ai campionati e ai tornei internazionali

### Campionati nazionali
Dalla stagione 1963-1964 alla 2024-2025 il club ha ottenuto le seguenti partecipazioni ai campionati nazionali:
| Livello | Categoria         | Partecipazioni | Debutto   | Ultima stagione | Totale |
| ------- | ----------------- | -------------- | --------- | --------------- | ------ |
| 1º      | Bundesliga        | 29             | 1997-1998 | 2025-2026       | 29     |
| 2º      | 2. Bundesliga     | 7              | 1974-1975 | 1996-1997       | 18     |
| 2º      | Regionalliga Nord | 11             | 1963-1964 | 1973-1974       | 18     |
| 3º      | Oberliga Nord     | 16             | 1975-1976 | 1991-1992       | 16     |

### Tornei internazionali
Nei tornei internazionali il club ha giocato la finale della Coppa Intertoto UEFA 2003, ma è stato battuto dal Perugia. Il risultato di maggior prestigio è però probabilmente il raggiungimento dei quarti di finale nella UEFA Champions League 2015-2016, quando a passare fu il Real Madrid. Stesso traguardo toccato nelle edizioni 2009-2010 e 2014-2015 dell'Europa League, quando venne sconfitto rispettivamente da Fulham e Napoli.
Alla stagione 2024-2025 il club ha ottenuto le seguenti partecipazioni ai tornei internazionali:
| Categoria                                | Partecipazioni | Debutto   | Ultima stagione |
| ---------------------------------------- | -------------- | --------- | --------------- |
| Coppa dei Campioni/UEFA Champions League | 3              | 2009-2010 | 2021-2022       |
| Coppa UEFA/UEFA Europa League            | 5              | 1999-2000 | 2019-2020       |
| Coppa Intertoto                          | 5              | 2000      | 2005            |

## Organico

### Rosa 2025-2026
Rosa e numerazione aggiornate al 16 agosto 2025.
| N. |                       | Ruolo | Calciatore               |
| -- | --------------------- | ----- | ------------------------ |
| 1  | Polonia (bandiera)    | P     | Kamil Grabara            |
| 2  | Germania (bandiera)   | D     | Kilian Fischer           |
| 3  | Slovacchia (bandiera) | D     | Denis Vavro              |
| 4  | Grecia (bandiera)     | D     | Kōnstantinos Koulierakīs |
| 5  | Brasile (bandiera)    | C     | Vinícius Souza           |
| 6  | Belgio (bandiera)     | C     | Aster Vranckx            |
| 7  | Danimarca (bandiera)  | A     | Andreas Skov Olsen       |
| 8  | Ungheria (bandiera)   | C     | Bence Dárdai             |
| 9  | Algeria (bandiera)    | A     | Mohamed Amoura           |
| 10 | Croazia (bandiera)    | C     | Lovro Majer              |
| 12 | Austria (bandiera)    | P     | Pavao Pervan             |
| 13 | Brasile (bandiera)    | D     | Rogério                  |
| 15 | Germania (bandiera)   | D     | Moritz Jenz              |
| 17 | Germania (bandiera)   | A     | Dženan Pejčinović        |

| N. |                        | Ruolo | Calciatore       |
| -- | ---------------------- | ----- | ---------------- |
| 18 | Rep. Ceca (bandiera)   | A     | Václav Černý     |
| 19 | Danimarca (bandiera)   | C     | Jesper Lindstrøm |
| 21 | Danimarca (bandiera)   | D     | Joakim Mæhle     |
| 22 | Francia (bandiera)     | D     | Mathys Angely    |
| 23 | Danimarca (bandiera)   | A     | Jonas Wind       |
| 25 | Germania (bandiera)    | D     | Aaron Zehnter    |
| 27 | Germania (bandiera)    | C     | Max Arnold       |
| 29 | Germania (bandiera)    | P     | Marius Müller    |
| 30 | Polonia (bandiera)     | P     | Jakub Zieliński  |
| 31 | Germania (bandiera)    | C     | Yannick Gerhardt |
| 32 | Svezia (bandiera)      | C     | Mattias Svanberg |
| 33 | Germania (bandiera)    | D     | David Odogu      |
| 39 | Austria (bandiera)     | C     | Patrick Wimmer   |
| 40 | Stati Uniti (bandiera) | D     | Kevin Paredes    |

### Staff tecnico
Aggiornato al 24 luglio 2025.
- Paul Simonis – Allenatore
- Peter van der Veen – Allenatore in 2ª
- Tristan Berghuis – Allenatore in 2ª
- Vincent Heilmann – Collaboratore tecnico
- Pascal Formann – Preparatore portieri
- Walter Gfrerer – Preparatore atletico
- Jimmy Lohberg – Preparatore atletico
- Michele Putaro – Terapista della riabilitazione
- Martin Raschick – Video Analyst
- Aaron Briggs – Match Analyst
- Alexander Klitzpera – Analyst avversario